# Нијаз Дураковић
Нијаз Дураковић (Столац, 1. јануар 1949 — Сарајево, 29. јануар 2012) био је босанскохерцеговачки политичар, професор и писац, последњи председник Савеза комуниста Босне и Херцеговине, оснивач и први председник Социјалдемократске партије Босне и Херцеговине. Током рата у Босни и Херцеговини 1990-их био је члан ратног Предсједништва Републике Босне и Херцеговине заједно са Алијом Изетбеговићем.

## Биографија
Рођен је 1. јануара 1949. године у Стоцу. Основно и гимназијско образовање стекао је у Стоцу. Студиј социологије завршио 1971, магистрирао 1975. и докторирао 1979. године на Сарајевском универзитету.
Члан Савеза комуниста Југославије постао је 1967. године. Био је члан Председништва Централног комитета СКЈ од 1988. до 1990. и последњи председник Централног комитета Савеза комуниста Босне и Херцеговине (јун 1989 – децембар 1990).
Реорганизовао је СК БиХ у Социјалдемократску партију Босне и Херцеговине (СДП) и био њен председник од 1990. до 1997. године. Био је кандидат партије на председничким изборима 1990. године. Од 1992. био је члан ратног председништва БиХ. Исте године написао је нови програм СК БиХ-СДП БиХ, која је након тога преименована у Социјалдемократску партију Босне и Херцеговине.
Умро је 29. јануара 2012. године у Сарајеву од срчаног удара.

## Литерарни рад
Објавио је 16 књига и преко 200 студија и истраживачких радова. Био је професор на Факултету политичких наука на предметима „Упоредни политички системи“ и „Међународни односи“ и Правном факултету на предмету „Савремени правно-политички системи“ Сарајевског универзитета. Његова најпознатија књига је „Проклетство Муслимана“.